# شركة بينونة للطاقة
شركة بينونة للطاقة تتكون من ثلاث محطات للطاقة وتحلية المياه في إمارة أبوظبي. أسست الشركة في 1 يناير 1999 عند تفكيك دائرة الماء والكهرباء أبوظبي وهي مملوكة بالكامل لهيئة مياه وكهرباء أبوظبي. المحطات التي تتكون منها الشركة هن محطة كهرباء أبوظبي ومحطة كهرباء العين ومحطة كهرباء الطويلة (أ). الإنتاج الإجمالي الكهربائي لشركة هو 1216 ميجاوات، وأما لتحلية المياه فالإنتاج 44 مليون جالون في اليوم.

## وصلات خارجية
- موقع شركة بينونة للطاقة